# تلکس (مجموعه تلویزیونی)
تلکس نام یک مجموعهٔ تلویزیونی ایرانی به کارگردانی «کامران نواب‌صفوی» است که در سال ۱۳۶۹ تولید و از سیمای جمهوری اسلامی ایران  پخش گردید.

## خلاصه داستان
در سال ۱۳۵۷، خبرنگار یک روزنامه تلاش می‌کند خبر نادرستی را که قرار است در روزنامه چاپ شود، حذف نماید. ساواک از این تصمیم او خبردار شده و وی را بازداشت می‌کنند و به زندان می‌اندازند. در این حین، اتفاقات دیگری رخ می‌دهد که همزمان با پیروزی انقلاب اسلامی است و خبرنگار از زندان آزاد می‌شود.

## بازیگران
- سحر قریشی
- پژمان بازغی
- حمید گودرزی
- بهرام افشاری
- نسرین مقانلو
- نیما شاهرخ شاهی
- رز رضوی
- رضا ناجی
- داریوش اسدزاده
- مجید شهریاری
- بابک نوری
- داوود غفاری
- محمد ذوقی
- رضا نبیلو
- ندا حسینی
- امین مینایی

## عوامل تولید
- کارگردان: کامران نواب‌صفوی
- نویسنده و تهیه‌کننده: فرامرز باصری
- تصویربردار: مصطفی سعیدی
- تدوین: حسین آذرخشی
- موسیقی: انتخابی
- فرمت تصویر: ویدئویی
- تعداد قسمت‌ها: ۱۱ قسمت
- مدت زمان: ۲۲۰ دقیقه
- محصول: سیمای برون‌مرزی
- سال تولید: ۱۳۶۹